# Neocrepidodera albanica
Neocrepidodera albanica es una especie de insecto coleóptero de la familia Chrysomelidae. Fue descrita científicamente en 1965 por Mohr.